# منتخب إسرائيل لكرة السلة 3x3
منتخب إسرائيل لكرة السلة 3x3 هو منتخب إسرائيل الوطني في رياضة كرة السلة 3×3، يدار من قبل الاتحاد الإسرائيلي لكرة السلة.